# مايك غارسيا
مايك غارسيا (بالإنجليزية: Mike Garcia)‏ هو لاعب كرة قاعدة أمريكي، ولد في 17 نوفمبر 1923 في سان غابريل في الولايات المتحدة، وتوفي في 13 يناير 1986 في فيرفيو بارك في الولايات المتحدة.

## وصلات خارجية
- مايك غارسيا على موقعبيزبول رفرنس.كوم (الدوري الرئيسي) (الإنجليزية)
- مايك غارسيا على موقعبيزبول رفرنس.كوم (الدوري الثانوي) (الإنجليزية)
- مايك غارسيا على موقع جمعية أبحاث البيسبول الأمريكية (الإنجليزية)
- مايك غارسيا على موقع مشجعي الرسوم البيانية (الإنجليزية)